# Gare de Schaan - Vaduz
La gare de Schaan - Vaduz (en allemand Bahnhof Schaan-Vaduz) est une gare ferroviaire liechtensteinoise de la ligne de Feldkirch à Buchs, située à proximité du centre de la ville de Schaan, au nord de Vaduz capitale de la Principauté du Liechtenstein. 
C'est une halte voyageurs des Österreichische Bundesbahnen (ÖBB) desservie par des trains régionaux.

## Situation ferroviaire
Établie à 450 mètres d'altitude, la gare de Schaan - Vaduz est située au point kilométrique (PK) 15,875 de la ligne de Feldkirch à Buchs, entre les gares de Forst-Hilti et de Buchs (en Suisse).

## Service des voyageurs

### Accueil
Halte voyageurs ÖBB, c'est un point d'arrêt non géré (PANG) à accès libre, avec un quai et un abri.

### Desserte
Schaan - Vaduz est  desservie par des trains régionaux. 

### Intermodalité
La gare de Schaan est la plus grande gare de bus du Liechtenstein, avec trois quais et une boucle permettant le retournement de bus articulés.
Les lignes Liechtenstein Bus 11, 12, 13, 14, 26 et 36E y sont en correspondance.
Le stationnement des véhicules est possible à proximité.